# Алга! (партия)
Наро́дная па́ртия «Алга́!» (каз. «Алға!» халықтық партиясы) — незарегистрированная оппозиционная политическая партия Казахстана. Являлась правопреемницей Народной партии «Демократический выбор Казахстана», которая была закрыта по решению суда в январе 2005 года. Согласно законодательству Казахстана вести политическую деятельность могут только зарегистрированные партии и политические движения. 21 декабря 2012 года решением казахстанского суда партия была признана экстремистской и её деятельность была запрещена.

## История
21 февраля 2004 года в Алма-Ате состоялся учредительный съезд оппозиционной Народной Партии «Демократический выбор Казахстана» (НП ДВК), Асылбек Кожахметов был избран председателем Президиума Политсовета. 4 мая 2004 года партия была зарегистрирована в Министерстве юстиции Казахстана.
27 июля 2004 года в Алма-Ате состоялись съезды НП ДВК и КПК, а также совместный съезд данных партий, в ходе которого было принято решение о формировании единого избирательного блока для участия в выборах депутатов Мажилиса Парламента, было утверждено название блока — «Оппозиционный блок Абдильдина и Жакиянова (Союз коммунистов и ДВК)». Однако после того, как Центральная избирательная комиссия отказалась регистрировать блок под таким названием, оно сменилось на «Оппозиционный народный союз коммунистов и ДВК». По итогам выборов 19 сентября 2004 года блок набрал 3,44 % голосов и не преодолел избирательный барьер, по одномандатным округам также не было избрано ни одного кандидата от союза коммунистов и ДВК. ОБСЕ и Совет Европы признали выборы «не соответствующими» международным стандартам. При этом международные организации указали на такие обстоятельства, как несбалансированный состав избирательных комиссий и предвзятость СМИ в пользу пропрезидентских партий.
11 декабря 2004 года прошёл II съезд партии, на котором председателем партии был избран отбывающий заключение Галымжан Жакиянов, приняты обращение к президенту Назарбаеву по поводу ситуации вокруг лидера НП ДВК Галымжана Жакиянова, заявление о поддержке демократической оппозиции Украины, решение о вхождении в Координационный Совет демократических сил Казахстана (КСДСК), а также Политическое заявление II съезда НП ДВК, согласно которому партия не признала избранную власть легитимной, так как парламентские выборы «убили последние надежды на возможность политических реформ» в Казахстане, а также призвало общество к акциям гражданского неповиновения. На основании данного заявления прокуратура обвинила НП ДВК в том, что её цели направлены на дезорганизацию деятельности государственных органов, нарушение их бесперебойного функционирования и снижение степени управляемости в стране, что, согласно, статье 5 Закона Республики Казахстан «О национальной безопасности», является угрозой национальной безопасности Казахстана.
6 января 2005 года на основании заявления прокуратуры специализированный экономический суд города Алма-Аты вынес решение о закрытии НП ДВК по обвинению в «политическом экстремизме» и «разжигании социальной вражды и розни». Данное судебное решение вызвало критику в ограничении демократии в Казахстане со стороны ряда международных организаций. 9 февраля 2005 года в апелляционной инстанции Алматинского городского суда решение было оставлено без изменений.
В мае 2005 года членами ликвидированной НП ДВК была организована Инициативная группа по созданию Народной партии «Алга, ДВК!». 23 июля 2005 года прошёл учредительный съезд Народной партии «Алга!». Партия не смогла носить название «Алга, ДВК!», так как до этого были приняты поправки в законодательство о политических партиях, запрещающие использование слов, которые входили в «имена» ликвидированных партий. В ходе работы съезда были приняты устав, программа Народной партии «Алга!» и резолюции: «О поддержке движения «За справедливый Казахстан», «По итогам президентских выборов в Кыргызстане» и «Об освобождении казахстанского политического заключенного Галымжана Жакиянова». В сентябре 2005 года в Министерство юстиции были переданы документы на регистрацию, включая список 63 тысяч членов партии.
На президентских выборах 2005 года партия участвовала в составе Блока демократических сил «За справедливый Казахстан», который выдвинул кандидатуру Жармахана Туякбая. По итогам выборов Жармахан Туякбай занял второе место с 6,61 % голосов.
В феврале 2006 года партии было отказано в регистрации в связи с неточностью в 439 заявлениях членов партии. В ноябре 2006 года для регистрации в Министерство юстиции был передан новый партийный список, состоящий из 53 тысяч заявлений, по которому до сих пор нет официального ответа Министерства юстиции.
В мае 2007 года в партии произошёл раскол, причиной которого стала инициатива объединения партии с ОСДП, выдвинутая А. Кожахметовым и поддержанная несколькими его сторонниками, в результате данного объединения НП «Алга!» должна была самоликвидироваться. Идея не была одобрена большинством членов Политсовета, и 4 июня Асылбек Кожахметов сложил полномочия председателя партии. 7 июля на заседании Координационного комитета партии её председателем избрали Владимира Козлова.
11 апреля 2009 года был проведён форум демократической оппозиции Казахстана, на котором приняли участие Демократическая партия Казахстана «Азат», Общенациональная социал-демократическая партия, Коммунистическая партия Казахстана и незарегистрированная партия «Алга!». На форуме было принято решение о необходимости объединения данных партий и создан Оргкомитет по подготовке объединения оппозиционных партий, в который вошли С. А. Абдильдин — первый секретарь ЦК Компартии Казахстана, Б. М. Абилов — председатель ДПК «Азат», В. И. Козлов — председатель координационного комитета НП «Алга!» и Ж. А. Туякбай — председатель ОСДП.
21 декабря 2012 года суд № 2 Алмалинского района Алма-Аты признал экстремистской незарегистрированную оппозиционную партию «Алга!» и запретил её деятельность в Казахстане.

## Идеология
В качестве основной проблемы партия видит суперпрезидентскую политическую систему, где глава государства не контролируется никем.
В экономической сфере основными целями партии являются:
- прозрачность крупных монополий, включая национальные компании, по таким вопросам, как законность приватизации или создания, состав собственников, текущая доходность, объём уплаченных налогов;
- отделение бизнеса от государственного аппарата, для чего необходимо обеспечить общественный контроль над чиновниками и создать атмосферу нетерпимости к фактам использования ими своего служебного положения в частных интересах;
- усиление борьбы с коррупцией путём децентрализации политической власти, реального разделения ветвей власти, обеспечения свободы слова, гласности в действиях государственных органов;
- гуманизация бизнес-среды для отечественного бизнеса, в первую очередь для малого, как самого уязвимого для внешних воздействий.

В общественной и социальной сферах партия предлагает:
- сокращение разрыва в доходах между богатыми и бедными;
- не допустить обострения социальных противоречий;
- не допустить межнациональной и межконфессиональной розни;
- исключить давление на общество со стороны государственных институтов;
- наполнить реальным содержанием демократические институты;
- обеспечение реальных прав и свобод гражданам;
- создание механизмов конкурентного отбора талантливых людей и предоставление им возможность карьерного роста, чтобы обеспечить формирование конкурентоспособной элиты;
- разработать государственную программу культурной политики и приступить к её реализации;
- демонополизацию СМИ и создание механизмов общественного контроля в этой сфере.

В демографической, национальной и языковой сферах НП «Алга!» предлагает:
- обеспечить реальный доступ жителей села и небольших населенных пунктов к земле, в том числе за счёт предоставления права льготного выкупа, получения её в долгосрочную аренду или покупки за ПИКи;
- поддержать производителей в отдаленных и депрессивных районах за счёт интенсивного развития транспортной сети, полной электрификации и телефонизации, предоставления льготных налоговых режимов, вплоть до освобождения от налогов вообще, развития потребительской и сбытовой кооперации, прямого дотирования производства сельскохозяйственной продукции;
- обеспечить приоритетное развитие бесплатного профессионально-технического образования на селе;
- поддержать национальную культуру, как путём увеличения финансирования учреждений культуры и культурных мероприятий, так и государственной поддержкой инициатив сельской интеллигенции;
- расширить перечень услуг бесплатного здравоохранения на селе по сравнению с городским населением, восстановить сеть медицинских учреждений;
- предоставить дополнительные льготы пенсионерам и социально незащищенным гражданам на селе;
- повысить роль и ответственность национальной творческой интеллигенции за возрождение и развитие казахского языка, стимулировать эту деятельность за счёт ясной, эффективной и долгосрочной государственной политики.

В государственной сфере партия считает необходимыми:
- конституционно закрепленное неучастие Казахстана в деятельности любых военно-политических блоков;
- отказ от отправки своих военнослужащих за пределы страны;
- ограничение военных расходов одним процентом ВВП;
- проведение четко выраженной миролюбивой внешней политики и отказ от вмешательства во внутренние дела других государств;
- регистрация в ООН нейтрального статуса государства.
- введение выборности акимов всех уровней;
- активизацию неправительственных организаций, включая политические партии и общественные движения;
- превращение маслихатов в постоянно действующие органы представительной власти путём передачи им части полномочий акиматов;
- введение императивного мандата и права отзыва депутатов маслихатов и парламента;
- введения механизма отзыва акимов;
- принятие новой Конституции и реформирование политической системы страны в сторону её демократизации;
- отмену Закона о первом президенте;
- формирование правительства парламентским большинством;
- восстановление Конституционного суда и предоставление права обращения в него всем гражданам страны;
- введение механизма выборности судей: районного звена — гражданами, областного — маслихатами и республиканского — Парламентом;
- однопалатный парламент;
- принятие нового закона «О выборах в Республике Казахстан».

## Структура
Членство в партии является добровольным, индивидуальным и фиксированным. Членом партии может быть гражданин Казахстана, достигший 18-летнего возраста, за исключением военнослужащих, работников органов национальной безопасности, правоохранительных органов и судей. Членство в партии удостоверяется партийным билетом единого образца, утверждаемого Политсоветом партии.
Организационная структура партии строится по территориальному принципу. Партия имеет филиалы и представительства во всех регионах страны. Высшим руководящим органом филиала (представительства) партии является конференция (общее собрание) филиала (представительства). Руководящими органами филиала (представительства) являются: Совет филиала (представительства);Председатель филиала или представительства.
Высшим руководящим органом Партии является Съезд. Съезд созывается не реже одного раза в четыре года по решению Политического Совета Партии или по требованию не менее половины филиалов и представительств Партии. Внеочередной Съезд созывается по инициативе Политического Совета Партии или по инициативе не менее двух третей всех членов партии.
Руководящими органами НП «Алга!» являются:
- Политический Совет Партии;
- Председатель Президиума Политсовета Партии;
- Президиум Политического Совета Партии.

## Символика
Партия имеет свою символику — эмблему, которая представляет собой стилизованное изображение открытых ладоней и летящего голубя. Открытые ладони воспринимаются как символ открытого общества, ясных и честных намерений, голубь — признанный символ миролюбия и справедливости.